# 北政所
北政所（きた の まんどころ）は、平安時代の三位以上の公卿の正室の呼び名。
平安中期以降は、宣旨をもって特に授けられた摂政・関白の正室の称号。
今日では特に豊臣秀吉の正室・高台院を指す事が多い。

## 概説

### 北方
平安時代の貴族は寝殿造とよばれる、数々の家屋を渡り廊下でつないだ内裏のような構造の邸宅に居住していた。正殿の「寝殿」は半ば公の場所でもあった。
その寝殿の北には「北対」という私的な居住棟があり、そこでは主の正室である北方・北の方（きたの かた）が家政の諸事万端を決裁した。
正室がこのように実権を持ち地位が高かった理由は、当時の貴族は基本的に婿取婚だったため、彼らの邸宅はそもそも正室の実家が所有するものに他ならなかったからである。

### 政所
平安時代の親王や三位以上の公卿には、自身の家庭や邸宅に関する私的な諸事を司る事務所を自邸内に開設することが認められた。これを「家政を司る所」という意味から政所といった。

### 「北政所」称号の成立
そしてその邸宅の主が三位に上って政所を開設すると、この「北対」・「北方」は「北政所」と呼ばれた。したがって平安初期は、三位以上の公卿の正室は皆「北政所」と呼ばれた。
しかし平安中期以降は、これが格式化し、「北政所」は宣旨をもって贈られる称号となり、しかもその対象は摂政または関白の正室のみに限られるようになった。

## 各論

### 平清盛の娘たちの場合
平安時代末期に摂関家が分裂して五摂家が成立し、これに伴って摂政関白の交替が頻繁に行われるようになると、同時期に複数の北政所が存在するということも珍しくはなかった。鎌倉時代に成立した『平家物語』の巻一には入道相国平清盛の子らについて語られる章がある。娘たちを紹介するくだりでは、まず高倉天皇の中宮となり安徳天皇を生んで国母となった三女の徳子に触れたあと、

とある。この「六条の摂政殿の北政所」というのは摂政関白藤原基実の正室となった四女の盛子、「普賢寺殿の北政所」というのは摂政関白近衛基通の正室となった六女の完子のことである。また「冷泉大納言隆房卿の北方」というのは権大納言藤原隆房の正室となった五女のことだが、隆房は後白河院の寵臣としては名を馳せたものの、摂政でも関白でもなかったので、その正室も「北方」という表現になっている。そして「七条修理大夫信隆卿に相具し給へり」というのは修理大夫藤原信隆の妻となった長女のことで、信隆には正室が別にいたためこの長女は北方ではなく、したがって「相具す｣（嫁ぐ）という表現が使われている。

### 三条西実隆の娘の場合
しかし「北政所」が宣旨をもって贈られる称号となった以上、摂政関白の正室は必ずしも自動的に北政所だとは言いきれなくなった。新任の摂関の場合、正室の年齢や実家の家格によっては、夫の摂関補任から相当の時を経てから北政所が宣下されることもあったからである。室町時代後期の朝廷の動きを知る上での一級史料として知られる内大臣三条西実隆の日記『実隆公記』には、実隆の娘・保子とその夫・九条尚経の消息が散見する。保子が尚経と婚儀をあげて「北方」になったのは明応4年7月25日（1495年8月24日）のことだったが、6年後の文亀元年6月29日（1501年7月24日）に尚経が関白に補任された後も、保子には長きにわたって北政所が宣下されなかった。やっとその宣旨が出たのはそれから3年半近くも経った文亀3年12月18日（1504年1月15日）のことである。
しかし室町時代後期から戦国時代になると、公家は必ずしも正式な婚儀をあげて正室を迎えるとは限らなくなり、摂家でも近衛政家のように生涯正室をもたず側室のみをおく者がでるようになる。その結果「北政所」の称号が贈られる摂関の正室は数えるほどまでに減少することになった。

### 太閤秀吉の北政所と大政所
さらに時代が下って戦国時代の終わる頃には、百姓足軽あがりの豊臣秀吉が天下を取り、摂家出身者以外ではじめて関白になるという歴史的な出来事が起こる。その正室（のちの高台院）には秀吉の関白補任に伴い従三位が授けられているが、彼女はこの直後から「北政所」と呼ばれるようになっていることから、叙位と同時に北政所の称号を贈る宣旨も出たものと考えられる。
本来は「その任を子弟に譲った前関白」を意味する普通名詞だった「太閤」が、秀吉以後は専ら秀吉のことを指す固有名詞のようになったのと同じように、それまでは「摂政関白の正室」の称号だった「北政所」も、この高台院以後は専ら彼女のことを指す固有名詞として定着し今日に至っている。

また、正室に贈られる「北政所」に対して、摂政関白の母（正室）に贈られる称号を「大北政所（おおきたまんどころ）/ 大北の政所（おおきたのまんどころ）」といい、略して「大政所（おおまんどころ）」といった。これも秀吉の母であるなかに贈られてからは、専ら彼女を指す語になっている。